# Palazzo Calderara
Il Palazzo Calderara (o Palazzo Calderari) si trova a Vanzago, in provincia di Milano.

## Storia
Nel '500 si hanno le prime notizie di un nucleo di "casa da nobile" di proprietà di Alessandro Cremona.
Nel 1610 detta proprietà fu acquistata dalla famiglia Besozzi la quale ne iniziò l'opera di trasformazione. La villa comprendeva, oltre al complesso di fabbricati residenziali e rurali, un ampio giardino retrostante, recintato, in parte anche coltivato a frutteto, vigna ed ortaggi, con sistema di irrigazione da un canale derivato dal fiume Olona. Vi era pure una montagnola piantumata di alberi frondosi e secolari, abbattuti non molti anni fa.
La famiglia Besozzi cedette quindi il Palazzo alla famiglia Bianconi nel 1746. Nel 1795 la famiglia Bianconi fallì e si vide costretta a vendere il palazzo alla famiglia Calderari che ne operò le maggiori trasformazioni.
L'ultimo proprietario, conte Carlo Calderara, con testamento dell'8 agosto 1854, nominò erede universale l'Ospedale Maggiore di Milano. L'Ente ospitaliero milanese, dopo infruttuosi tentativi di vendita, affittò la gestione della vasta tenuta agricola e svuotò il palazzo di tutti i suoi arredi, vendendoli all'asta; benché protetto da decreto del 1912 da parte della Sovraintendenza ai Monumenti, negli anni successivi si dovette constatare un lento ma progressivo degrado della struttura.
Dopo essere stato sede di un asilo, di aule per una scuola elementare del paese, e da ultimo anche di frazionate abitazioni private, e mentre il giardino diveniva un "campo sportivo" negli anni '30 del XX secolo, il percorso di recupero è stato tuttavia avviato fin dal 1972, con le indicazioni di tutela inserite nel "Piano di Fabbricazione" del Comune di Vanzago. Fin dal 1974 il Comune ha acquistato dall'Ospedale Maggiore l'intera area dell'ex giardino del Palazzo, poi destinata a parco e centro sportivo; insistendo sulla volontà di destinazione pubblica e di recupero del palazzo, nel 1988 il Comune ne acquisì la proprietà, nell'ambito di una convenzione immobiliare con l'Ospedale Maggiore inerente al recupero urbanistico di diverse proprietà di quell'Ente in Vanzago. Il Comune di Vanzago poté finalmente perseguire l'antica decisione di farne la nuova sede del municipio.
Nel palazzo Calderara, ristrutturato organicamente e riportato ad antichi splendori, fu insediato il municipio, con cerimonia inaugurale del 6 gennaio 2001.
Palazzo Calderara è più propriamente una villa su due piani sorta come abitazione di villeggiatura: l'impianto spaziale della villa prevedeva una chiara articolazione gerarchica dei corpi di fabbrica intorno ad una corte, che destinava al corpo centrale l'abitazione padronale con gli ambienti di rappresentanza quali il portico, il salone d'onore e lo scalone monumentale.
Oggi, nonostante si conservino il corpo centrale e solo una delle due ali laterali, è comunque ben visibile l'asse prospettico che privilegia l'entrata dal cancello d'ingresso, la corte e il corpo centrale con il salone di rappresentanza che collega anche con il giardino retrostante.
La facciata, di marcata impronta neoclassica, conserva ancora oggi un portico a cinque arcate di origine seicentesca ed è caratterizzata da un frontone triangolare arricchito da un bassorilievo in stucco, da una balconata con balaustra di pietra e colonnine di tipo ionico e da quattro formelle di terracotta con bassorilievi a soggetto mitologico.
Meno elaborata è la controfacciata le cui finestre al piano terra si aprono su un'ampia terrazza con balaustre a colonnetta.
La pavimentazione, in granito, termina con una gradinata verso il giardino, sorvegliato da due splendidi leoni realizzati con polvere di marmo.
Importanti sono gli affreschi della volta del portico, dei soffitti dell'odierna sede della polizia municipale, delle quattro sale al piano terra, delle pareti dell'ufficio del sindaco e soprattutto della volta del salone di rappresentanza che conserva ancora decorazioni del '600.
La maggior parte dei pavimenti al piano terra sono in mosaico.
I due piani sono collegati da un ampio scalone barocco a due rampe parallele sulle cui pareti sono dipinte tre divinità classiche, inserite in finte nicchie arcuate, opera del pittore Luigi Conconi.
La corte di un tempo è oggi un'ampia terrazza in stile lombardo.